# Армянская католическая церковь
Армянская католическая церковь (арм. Հայ Կաթողիկէ Եկեղեցի, Hay Katʿołikē Ekełecʿi, лат. Ecclesia armeno-catholica) — одна из восточнокатолических церквей со статусом Sui iuris. Принимает руководство Папы Римского (папское первенство) и поэтому находится в полном общении с Католической церковью, включая Римско-католическую церковь (латинскую матерь-церковь) и другие восточнокатолические церкви. Церковь берет начало с Флорентийской унии 1439 года и использует в богослужении армянский обряд. Один из шести восточнокатолических патриархатов.

## История

### Взаимоотношения Римско-католической и Армянской апостольской церквей в XII—XIV веках. Киликийская уния
Во второй половине XII века, во времена Киликийского армянского царства, впервые установился непосредственный контакт Армянской апостольской церкви с Римской церковью. После походов крестоносцев на Востоке возник ряд латинских княжеств, утвердились патриаршие престолы. На Иерусалимском соборе Римской церкви, на который был приглашён и католикос армянский Григор III, обсуждались также богословские и обрядовые различия между Армянской и Латинской церквями. Вернувшись в Рим, посланник папы епископ Алперик лестно отозвался перед папой Иннокентием об Армянском католикосе и его брате Нерсесе Шнорали.
Папа римский написал письмо армянскому католикосу, в котором признал православие Армянской церкви и для совершенного единства двух Церквей предложил армянам в святую Чашу подмешивать воду и праздновать Рождество Христово 25 декабря. Иннокентий II послал также в дар католикосу архиерейский жезл и митру. Обрядовых изменений сделано не было, но дар был принят благосклонно, и с этого времени в Армянской церкви появились латинский жезл и митра, которыми стали пользоваться епископы, а восточный, традиционный для греков каппадокийский жезл, прежде бывший у епископов, стал принадлежностью архимандритов.
В 1145 году католикос Григор III с просьбой о политической помощи обратился к папе Евгению III (1145—1153), а Григор IV — к папе Луцию III (1181—1185). Взамен помощи папы в очередной раз предложили Армянской церкви принять латинские обрядовые традиции — в святую Чашу подмешивать воды, праздник Рождества Христова отмечать 25 декабря и т. п.
Вскоре начался Третий поход крестоносцев. В 1189 году теперь уже папа римский Климент III (1187—1191) попросил католикоса Армении Григора IV и правителя Киликии Левона II о помощи. Армяне действительно оказали большую практическую помощь крестоносцам. Хотя в 1195 году императором Германии Генрихом VI князь Левон был признан королём Киликии, а в 1196 году получил корону от византийского императора Алексея III (1195—1203), однако коронация откладывалась. Левон хотел быть коронован Западом, дабы впоследствии иметь его покровительство, а по законам того времени все западные политические образования утверждались и благословлялись папой. Наконец в Киликию для коронации Левона прибыл посланник папы кардинал Конрад фон Виттельсбах.
Но, папа не мог короновать и благословлять кого-либо, если тот не был единого с ним вероисповедания. Поэтому кардинал выдвинул идею объединения Армянской и Латинской церквей, предлагая армянам принять некоторые условия, соответственно тому, как правильную веру и обряд понимают на Западе. Созванный Левоном собор отклонил предложения Рима. И всё же между представителем папы и 12 епископами-поборниками государственных интересов Киликии было заключено соглашение. 6 января 1198 года кардинал Конрад совершил коронацию Левона, армянский католикос — освящение, правда, по канонам Латинской церкви, которые специально для этой цели были переведены на армянский язык архиепископом Тарса Нерсесом Ламбронаци.
В 1244 году папа Иннокентий IV в своём письме к католикосу Константину I предложил по обычаям Латинской церкви совершать елеопомазание больных. В 1243 году с участием духовенства Киликии состоялся II Сисский собор, который утвердил 24 упорядочивающих канона, в основном о быте верующих. В 1246 году эти каноны вместе с Энцикликой католикоса, в которой предлагалось принять помазание больных елеем, были отправлены в Восточную Армению для утверждения. Но папа Иннокентий IV, не удовлетворившийся этим, в 1248 году отправил в Киликию епископа Тиманча для разъяснения тех политических выгод, которые могли бы получить армяне от унии.
Царь Хетум I отправил послание папы к католикосу Константину и попросил ответить на него. Католикос, хотя и был преисполнен уважения к римскому престолу, не мог принять тех условий, которые предлагал папа. Поэтому он отправил царю Хетуму послание, состоящее из 15 пунктов, в котором отвергал вероучение Католической церкви и просил царя не доверять Западу. Римский престол, получив такой ответ, ограничил свои предложения и в написанном в 1250 году письме предложил принять только учение о филиокве. Для ответа на это предложение католикос Константин в 1251 году созвал III Сисский собор. Не придя к окончательному решению, собор обратился к мнению церковных деятелей Восточной Армении. Проблема была новой для Армянской церкви и естественно, что в начальный период могли существовать различные мнения. Однако никакое решение так и не было принято.
В 1262 году на Восток прибыл и обосновался в Ахайе легат папы Урбана IV епископ Гулиельмос. Для приветствия легата царь Хетум отправил своего брата Ошина, а католикос — архимандрита Мхитара Скевраци, с которым у легата папы состоялся диалог. Епископ Гулиельмос утверждал, что Главою церкви является папа Римский, тогда как Мхитар Скевраци, ссылаясь на Библию, доказывал, что главой церкви является не папа римский, а Христос.
В 1292 году на армянский патриарший престол был возведён епископ Анаварза Григор VII (1293—1306) — человек, приверженный идее объединения всех христианских церквей и ради этой цели готовый пожертвовать некоторыми обычаями Армянской церкви. В те годы в Киликии царствовал сторонник унии Хетум II (1289—1301). Первым делом католикоса Григора Анаварзеци было приведение армянских четьих-миней в соответствие с греческими и латинскими и утверждение по просьбе царя Хетума праздника Всех святых 1 ноября, как и у латинян. Он попытался внести изменения и в ряд вопросов обрядового характера, в те самые, которые всегда препятствовали объединению Армянской церкви с Византийской и Латинской церквями.
Эти изменения вызвали серьёзные возражения среди авторитетных богословов Восточной Армении, где под председательством Сюникского митрополита Степанноса (Орбеляна) был созван собор, который письменно предупредил католикоса, чтобы тот не вводил подобные изменения в обряды Армянской церкви. Игнорировать мнение церковного собора богословов Армянской церкви католикос не мог, а потому об унии не могло быть речи. Но стремление обрести единство с христианскими братьями не угасало, а постоянные угрозы со стороны мусульман заставляли киликийцев искать помощи у христианских государств.
В 1295/96 году, после очередной неудавшейся попытки найти взаимопонимание с Византийской церковью, Григор Анаварзеци снова обратился к Риму в надежде получить военную и политическую поддержку для Киликийской Армении даже ценою унии. Он собирался ввести новые изменения в обряды Армянской церкви и с этой целью написал ряд духовных гимнов для празднеств Рождества Христова и Крещения, планируя отмечать их раздельно, как это было принято на Западе.
Однако, убедившись, что и от латинян невозможно получить реальной помощи даже такой ценой, он посчитал излишним далее заниматься проблемой объединения церквей и таким образом сеять смуту внутри своей церкви. Но цари Хетум и Левон, в тщетной надежде получить помощь от Запада, продолжали требовать от католикоса совершенного объединения двух Церквей. Католикос отказался сделать это, за что был низложен и сослан, и скончался в ссылке в 1306 году. После смерти Григора царь Левон созвал в 1307 году в Сисе собор, известный в истории как VII Сисский Собор, в котором участвовали 43 епископа и князя Киликии.
Левон предъявил Собору письмо, якобы написанное Григором Анаварзеци, которое содержало следующие богословские и обрядовые изменения:
- в Св. Чашу подмешивать воду;
- принять решения семи Вселенских Соборов;
- признать во Христе два естества, две воли и два воздействия;
- Господние праздники отмечать, как греки и латиняне: Рождество — 25 декабря. Сретение — 2 февраля. Благовещение — 25 марта и т. д.;
- в Рождественский и Пасхальный сочельник употреблять в пищу только рыбу и растительное масло;
- Трисвятую песнь петь с прибавлением имени Христа: «Христос, что распялся за нас».

Участники собора, за исключением пяти епископов, приняли эти изменения. На этом же соборе был избран католикосом поборник объединения Константин III Кесараци (1307—1322). Решения Сисского собора встретили серьёзное сопротивление как в Восточной Армении, так и в Киликии. Однако преемник царя Левона Ошин (1307—1320) приложил все усилия, чтобы воплотить в жизнь эти решения. Для прекращения возникшей смуты царь Ошин в 1316 году созвал в Адане собор с участием 13 епископов, 7 архимандритов и 10 князей. На этом соборе обсуждались возражения против решений VII Сисского собора, которые, однако, были отклонены как якобы противоречащие правде, и вновь были утверждены решения Сисского собора.
Но подобные соборы не могли привести Армянскую церковь в её полноте и целостности к унии, так как такие вопросы не решались волей царя и католикоса. Авторитетнейшие вардапеты ААЦ, полномочные отвергнуть любое неканоническое решение любого собора, находились в Восточной Армении, и власть киликийских царей на них не распространялась. Унию отверг и Иерусалимский патриархат ААЦ, отказавшийся от канонического единства с Киликийским католикосом ААЦ. Но тем не менее в самой Киликии, уния формально считалась состоявшейся.
После собора в Адане царь Ошин в 1318 году обратился к папе Иоанну XXII и королю Франции Филиппу V с прошением обещанной за объединение церквей помощи, но напрасно. Результатом пролатинской политики явилось лишь приобретённое недружелюбие соседних мусульман, особенно мамлюков Египта, частые набеги которых послужили причиной упадка Киликийского армянского государства. Возмущённый невыполненными обещаниями Запада, католикос Месроп I Артазеци (1359—1372) в 1361 году отверг унию и, созвав VIII Сисский собор, повелел убрать из обрядов Армянской церкви все нововведения, которые были результатом пролатинской политики киликийских царей.
При том, что уния Армянской церковью была отвергнута, среди армян оставались активные приверженцы идеи единства с Римом. Миссионерской деятельностью среди армян занимались «братья унии» — основанная в 1320 году (ныне не существующая) армянская монашеская община, связанная с доминиканцами.

### Флорентийский собор и декрет об унии
22 ноября 1439 года на Флорентийском соборе был обнародован декрет Exultate Deo об унии с Армянской апостольской церковью, и, хотя никаких немедленных результатов он не имел, декрет послужил догматическим основанием для будущей Армянской католической церкви.

### Создание Армянской католической церкви
С гибелью Византии на её бывших территориях начинается широкая деятельность католических миссионеров. Рост активности Римско-католической церкви шёл одновременно с укреплением экономических связей Османской империи с Европой в XVII—XVIII веках. В Константинополе, где пересекались политические интересы Востока и Запада, европейские посольства и католические миссионеры из орденов доминиканцев, францисканцев и иезуитов развернули активную миссионерскую деятельность среди армянской общины.
ААЦ в целом занимала резко негативную позицию по отношению к миссионерской деятельности Рима среди армян. Тем не менее, эта деятельность давала свои плоды — начали появляться отдельные армянские католические общины, а в начале XVIII века армянские епископы Алеппо и Мардина открыто высказывались в пользу перехода в католичество.
В XVIII веке большое влияние среди армян, сотрудничавших с католиками, приобрёл католический монашеский орден антонитов. Общины антонитов на Ближнем Востоке формировались из представителей Древневосточных церквей, перешедших в католичество, в том числе из ААЦ. Орден армянских антонитов был основан в 1715 году, и его статус утверждён папой Климентом XIII. К концу XVIII века большинство епископата Армянской католической церкви принадлежали к этому ордену.
С течением времени разбросанные, но численно растущие армянские католические общины стали испрашивать для себя церковной иерархии и собственного патриарха. В результате влияния католиков, среди армянского духовенства в Османской империи произошёл раскол — несколько епископов ААЦ приняли католичество и при посредничестве французского правительства и папства отделились от Армянской церкви.
В 1742 году Бенедикт XIV утвердил бывшего епископа ААЦ Аврама Ардзивяна (1679—1749) католическим патриархом Киликийской Армении с резиденцией в Ливане и юрисдикцией над армяно-католиками в южных провинциях Османской империи. Армяне, жившие на севере, окормлялись латинским апостолическим викарием в Константинополе. Новый патриарх стал именовать себя Авраам Пётр I, и все, кто наследовал ему, также вводили в свой церковный титул имя Петрос (Пётр).
Политико-административная система турок предоставляла национальным меньшинствам административную автономию под управлением религиозных лидеров (система миллетов), в результате все армяне-католики оказались под гражданским управлением Константинопольского патриарха ААЦ. Это привело к целому ряду трудностей для армян-католиков и даже к гонениям, продолжавшимся до 1829 года, когда под давлением Франции турецкое правительство позволило им организоваться в виде отдельной административной единицы (миллета) со своим архиепископом в Константинополе. В 1846 году этот архиепископ был наделён правами гражданского управления.
Ненормальное положение вещей, при котором архиепископ в Константинополе представлял гражданскую и церковную власть, а патриарх — духовный лидер Церкви — находился в Ливане, было устранено в 1867 году, когда Пий IX объединил два престола и перевёл резиденцию патриарха в Константинополь.
Организованный Османской Турцией в конце Первой мировой войны геноцид армян нанес жестокий урон армянской католической общине: погибли 7 епископов, 130 священников, 47 монахинь и более 100000 мирян. В связи с резким уменьшением армянской общины в Турции, армяно-католический синод, собравшийся в Риме в 1928 году, постановил вновь перенести патриархат в Ливан (в Бейрут), а Константинополю (Стамбулу) дать статус архиепархии.

#### Мхитаристы и другие армяно-католические братства
Важный образец религиозной жизни армяно-католиков — братство мхитаристов, основанное в 1701 году в Константинополе. В 1717 году община перебралась на остров Святого Лазаря в Венеции. Ещё одна группа мхитаристов обосновалась в 1811 году в Вене. Обе общины уже долгое время занимаются научной деятельностью в Европе и на Ближнем Востоке.
Братство священников в Бзуммаре (Ливан) располагает большой библиотекой и духовной семинарией, открытой в 1771 году. Высшее образование можно получить в Риме в основанном в 1883 году Армянском Колледже.

### Армяно-католики в Восточной Армении
Несколько общин армяно-католиков проживало в той части исторической Армении, которая в 1823 году вошла в состав России. В 1850 году Пий IX учредил Артвинскую епархию для всех армяно-католиков, проживающих на территории Российской империи. Однако противодействие царского правительства восточному католицизму привело к тому, что эта епархия появилась только через 40 лет.
В 1912 году армяно-католики Российской империи оказались под юрисдикцией латинского епископа, пребывавшего в г. Тирасполе. При советской власти деятельность Армянской католической церкви практически была прекращена, и только после обретения Арменией в 1991 году независимости вновь возникли общины армяно-католиков. 13 июля 1991 года папская курия учредила ординариат для армяно-католиков в Восточной Европе в г. Гюмри (Армения).

### Армяно-католики в России
Крупные армяно-католические общины появились в Российской империи в результате завоевания Крыма в ходе русско-турецкой войны 1768—1774 годов, а также аннексии части Польши по итогам её третьего раздела (1795 год). Значительные группы армяно-католиков на Северном Кавказе (в городах Моздок и Кизляр) появились в результате переселения беженцев из Турции и Персии в 1720-е — 1760-е гг.
В 1807 для армяно-католиков России была создана Могилево-Подольская епархия, существовавшая примерно до 1828 г.
С 1809 года остальные армяно-католики были подчинены российским католическим иерархам латинского обряда.
В 1909 году была создана Апостольская администратура для католиков армянского обряда, которая к 1917 году насчитывала 47 священников, 45 храмов, 15 часовен и 66 618 верующих. Последний апостольский администратор о. Карапет Дилургян был арестован в июне 1936 года, приговорён (в возрасте 75 лет) к трём годам ссылки в Кировском крае, после возвращения оттуда уже не мог продолжать официальное служение. Многие другие священники также были арестованы, часть из них погибла в советских лагерях.
С 1991 года армяно-католики Восточной Европы (в том числе и России) подчинены ординарию, имеющему резиденцию в г. Гюмри (с 2011 года — архиепископ Рафаэль Франциск Минасян). Организованная армяно-католическая община имеется в Москве, где существует с 2000 года. Сначала армяно-католики собирались в церкви св. Людовика под руководством монахини-армянки с. Нунэ Погосян, с отъездом которой встречи прекратились; с 10 марта 2002 года в кафедральном соборе Непорочного Зачатия Пресвятой Девы Марии действует армянский приход. Группы армяно-католиков, не имеющих постоянного окормления в своём обряде, проживают также в Пскове, Ростове-на-Дону, Краснодаре и Краснодарском крае, Сочи и других городах России.

### Львовский армяно-католический архидиоцез Украины (1630—1946)
Существующая с XIV века, сформировавшаяся и окрепшая под польским владычеством, восточноевропейская армянская диаспора с духовным центром во Львове в XVII веке проходила кризис. Чтобы сравняться в правах с католическим окружением, многие верующие переходили в католицизм. В 1630 году львовский епископ Армянской апостольской церкви Николай Торосович, который находился в конфликте с верующими, чтобы сохранить свою власть, принял унию с Римом, получив титул архиепископа. Уния была поддержана католическими орденом Театинцев, которые открыли духовную семинарию во Львове для армян-католиков, и следующим архиепископом Вартаном Унаняном. Борьба между сторонниками и противниками этой унии в Речи Посполитой шла до конца 17 столетия, когда процесс принятия унии был уже закончен. Все армяне Речи Посполитой стали униатами. В то время уния насчитывала примерно 15 церквей, 20 священников и 3500 верующих. Львовская армянская униатская архиепархия находилась в непосредственном подчинении папе и просуществовала до 1945 г. В первой половине 20 века армяно-католиков на Галичине было около 5,5 тысяч (9 церквей и 16 часовен).
Львовские армяно-католические архиепископы или митрополиты:
- Николай Торосевич (1630—1681),
- Вартан Гунанян (1681—1715),
- Ян Тобиаш Августинович (1715—1751),
- Якуб Стефан Августинович (1751—1783),
- Якуб Валериан Туманович (1783—1798),
- Ян Якуб Симонович (1801—1816),
- Каетан Августин Вартересович (1817—1831),
- Самуил Кирилл Стефанович (1832—1858),
- Грегор Михаил Шимонович (1858—1875),
- Грегор Йозеф Ромашкан (1876—1881),
- Исаак Николай Исаакович (1882—1901),
- Юзеф Теофил Теодорович (1901—1938).
- Дионисий Каетанович (1939—1954) — последний администратор, 8-9 марта 1946 г. был осужден военным трибуналом Львовского военного округа, погиб в исправительно-трудовом лагере посёлка Абезь Коми АССР. Посмертно реабилитирован 10 августа 1994 г. Вместе с о. Дионисием Каетановичем были осуждены армянские священники: о. Казимир Ромашкан, о. Виктор Квапинский, епархиальные сотрудники — секретарь львовской армянской национально-религиозной общины Станислав Донигевич, Гоарине Бабаева, Сергей Назарян, Вагаршак Григорян и др.

Во время и после 2-й мировой войны церковь сильно пострадала, так как примерно половина её прихожан (около 2500 человек) была сослана в Сибирь, многие священники были убиты гитлеровскими и советскими властями, мужчины погибли в армии. При этом большая часть этнического армянского населения в 1945—1947 годах была насильно выселена в Польшу.
Ликвидация Армянского католического архидиоцеза Львова осуществлялась сотрудниками львовского НКГБ с личного ведома первого секретаря ЦК КП(б) Украины Н.С.Хрущёва.
Армяно-католическая община почти перестала существовать. Оставшиеся в живых 8 священников и сестры-бенедектинки армянского обряда также переехали в Польшу.
Огромное церковное имущество львовского армяно-католического архидиоцеза, включая церковные постройки в городах Львов, Ивано-Франковск, Тысменица, Лисец, Снятын, Бережаны, Городенка, Черновцы, Куты и др., было национализировано. Часть имущества спасли верующие и священники, выселенные в Польшу, и сейчас оно находится в Фонде Культуры и Наследия Польских Армян.
В Польше армяно-католическая община существует до сих пор, имея собственный Ординариат Польши, 3 прихода (в Гданьске, Варшаве и Гливицах), 3 священников и прибл. 2000 верующих.
В 1991 армяно-католическая община была воссоздана во Львове (всего 20-30 человек). Помимо их усилий, при возрождении Украинской епархии ААЦ, в январе 2000 года Львовский армянский собор был передан Армянской апостольской церкви. Но официально, Армяно-католическая Архиепархия Львова существует до сих пор.
|                           |  |                              |  |                    |
| Армянский собор во Львове |  | Колокольня Армянского собора |  | Барельеф «Голгофа» |

## Современное состояние АКЦ
В ноябре 1992 года в Риме собрался Синод армяно-католических епископов, он рассмотрел нужды Церкви в новой ситуации. В июне 1997 г. он снова собрался в Риме для подготовки нового устава Армянской католической церкви.
В настоящее время больше всего армяно-католиков проживает в Бейруте (Ливан), Алеппо (Сирия), в Грузии (Самцхе-Джавахетия) и на севере Армении. У церкви 11 епархий: на Ближнем Востоке (две в Сирии и по одной — в Ливане, Ираке, Иране, Египте и Турции), во Франции, США и Южной Америке. Имеются другие структуры в бывшем СССР (Армения, Грузия, Россия, Украина), Палестине, Греции и Румынии. Главой Армянской католической церкви до своей смерти 25 июня 2015 года являлся католикос-патриарх Нерсес Бедрос XIX Тармуни (род. в 1940 г., избран в 1999 г.), титул: Католикос-Патриарх Киликии для Армян-католиков, резиденция в г. Бейруте (Ливан). 25 июля 2015 новым Патриархом Киликии избран Ординарий Епархии Святого Креста в Париже Григорий Габроян, принявший имя Григор Бедрос XX. После его смерти в 2021 году патриархом был избран Рафаэль Бедрос XXI. Общая численность армяно-католиков на 2016 год, по данным Annuario Pontificio, — 736 тысяч человек в 106 приходах, 16 епископов, 94 священника.

## Церковная структура
Церковная провинция Патриархата Киликии Армянской
- Архиепархия Бейрута;
  - Епархия Александрии;
  - Епархия Исфахана;
  - Епархия Камихлие.

Архиепархии
- Архиепархия Алеппо;
- Архиепархия Багдада;
- Архиепархия Константинополя;
- Архиепархия Львова.

Епархии
- Епархия Пресвятой Девы Марии Нарег в Нью-Йорке;
- Епархия Святого Креста в Париже;
- Епархия святого Григора Нарекаци в Буэнос-Айресе.

Экзархаты
- Экзархат Латинской Америки и Мексики;

Ординариаты
- Ординариат Восточной Европы;
- Ординариат Греции;
- Ординариат Румынии.

Патриаршии экзархаты
- Патриарший экзархат Дамаска;
- Патриарший экзархат Иерусалима и Аммана.